# La City (Buenos Aires)
La City es el nombre popular dado a un sector dentro del Microcentro de Buenos Aires (Argentina), donde se concentran casi todas las sedes matrices bancarias del país.
Siendo este sub-barrio no oficial de unas 20 manzanas de superficie, está comprendido aproximadamente entre las avenidas Corrientes, Leandro N. Alem, Rivadavia, y la calle Maipú, aunque los límites no son exactos dado que es una denominación extraoficial.

## Historia

### Inicios

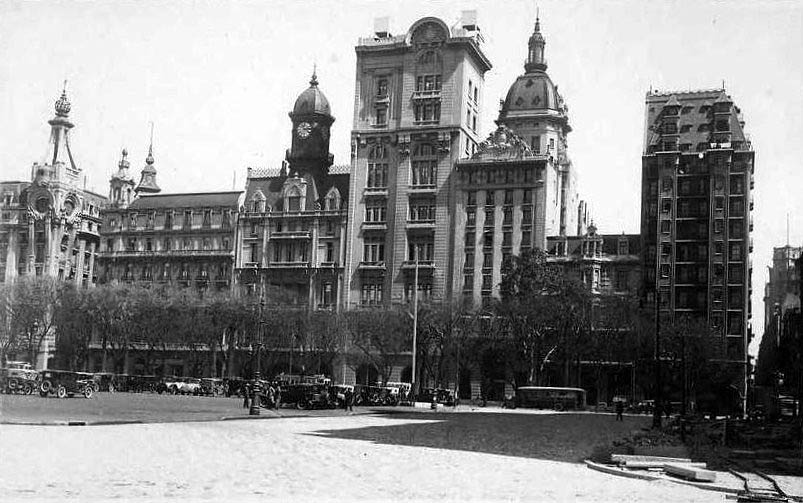
Vista tradicional de edificios de La City desde la Avenida Leandro N.Alem

La historia de esta zona de la ciudad como sede de instituciones financieras se remonta al año 1822, cuando se fundó el primer banco argentino: el Banco de Buenos Aires. Instalado en la sede del antiguo Real Consulado de Buenos Aires, un edificio colonial que se encontraba en la misma ubicación que el edificio del actual Banco Provincia de Buenos Aires: calle San Martín nº 35 (hoy nº 137, con la numeración vigente desde 1894).
En esa época, la actual financiera era conocida como "Catedral al Norte", por el nombre de la parroquia que le correspondía. A una cuadra y media del antiguo Banco de Buenos Aires, en San Martín y Cangallo (hoy Perón), se instaló al ser fundada, en 1854, la Bolsa de Comercio de Buenos Aires; en 1858 se estableció el Banco de Mauá y Cía., en 1860 quedó habilitado también en la entonces calle Cangallo el antiguo Banco de Carabassa y tres años después se emplazó en el mismo barrio el Banco de Londres y Río de la Plata.

### Consolidación

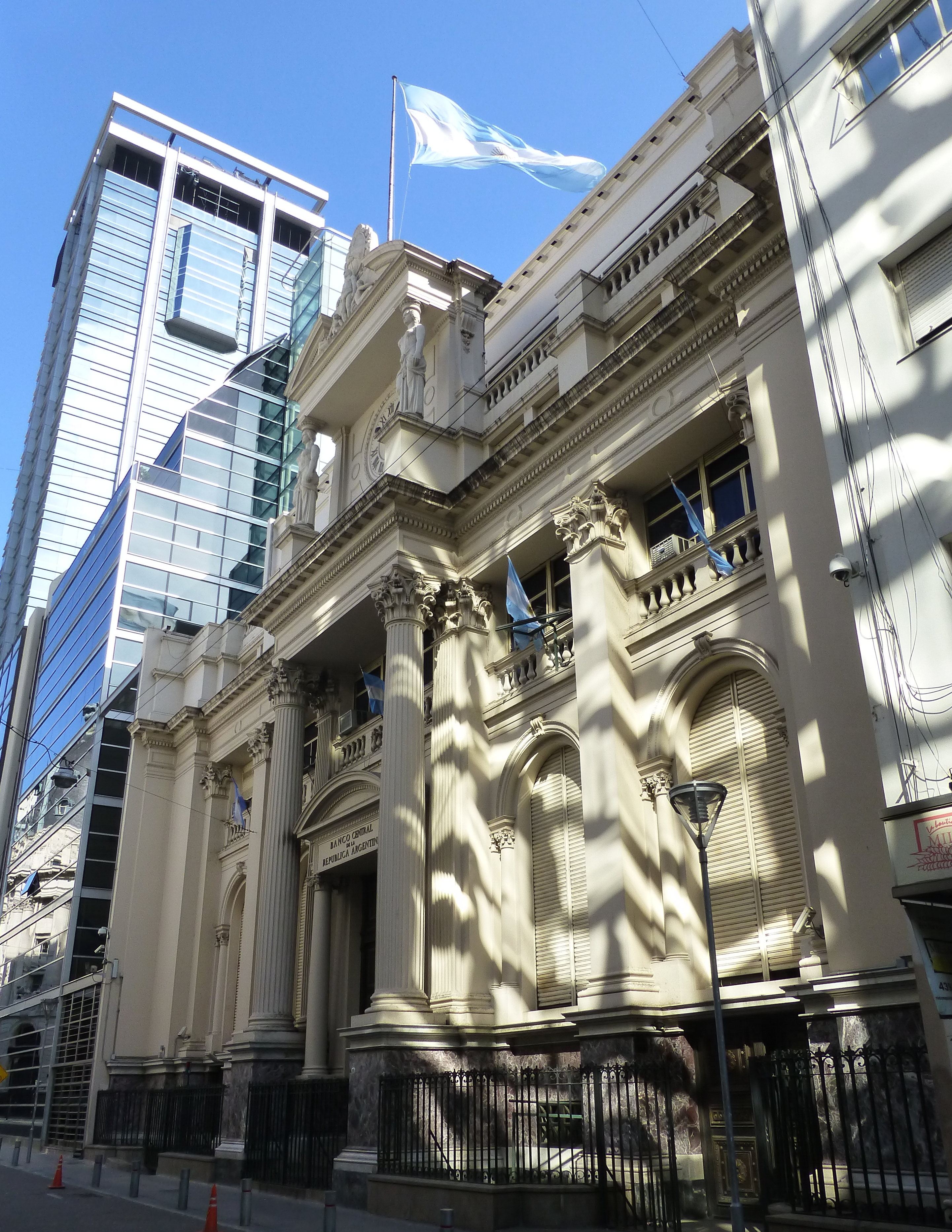
Actual sede del Banco Central, terminado en 1876, el edificio bancario aún en uso más antiguo del país.

Hacia 1860, la Bolsa de Comercio adquirió a la familia Bosch el predio de calle San Martín 216 (numeración actual) y convocó a concurso para el proyecto y construcción de su primera sede propia. Fue seleccionado el perteneciente a los arquitectos extranjeros Hunt y Schoroeder, y el edificio se inauguró el 29 de enero de 1862.
En 1867, el Banco de Londres adquirió un predio en la esquina nordeste de Bartolomé Mitre y Reconquista, y encomendó al estudio de Hunt & Schroeder el proyecto y construcción de su nueva casa que se inauguró en 1869; según las descripciones de la época, el gran salón de operaciones media 13,50 m x 27,50 m y 12,80 m de altura con cubierta de armazón metálica; resultaba así uno de los espacios cubiertos más grandes del Buenos Aires de entonces.

Poco antes de iniciar las obras del Banco de Londres, Hunt & Schroeder presentaron al Banco de la Provincia de Buenos Aires, su proyecto para una nueva sede central, por levantar en el mismo solar de la que fuera sede del Consulado; la obra dio comienzo en 1869 y fue habilitada en 1874.

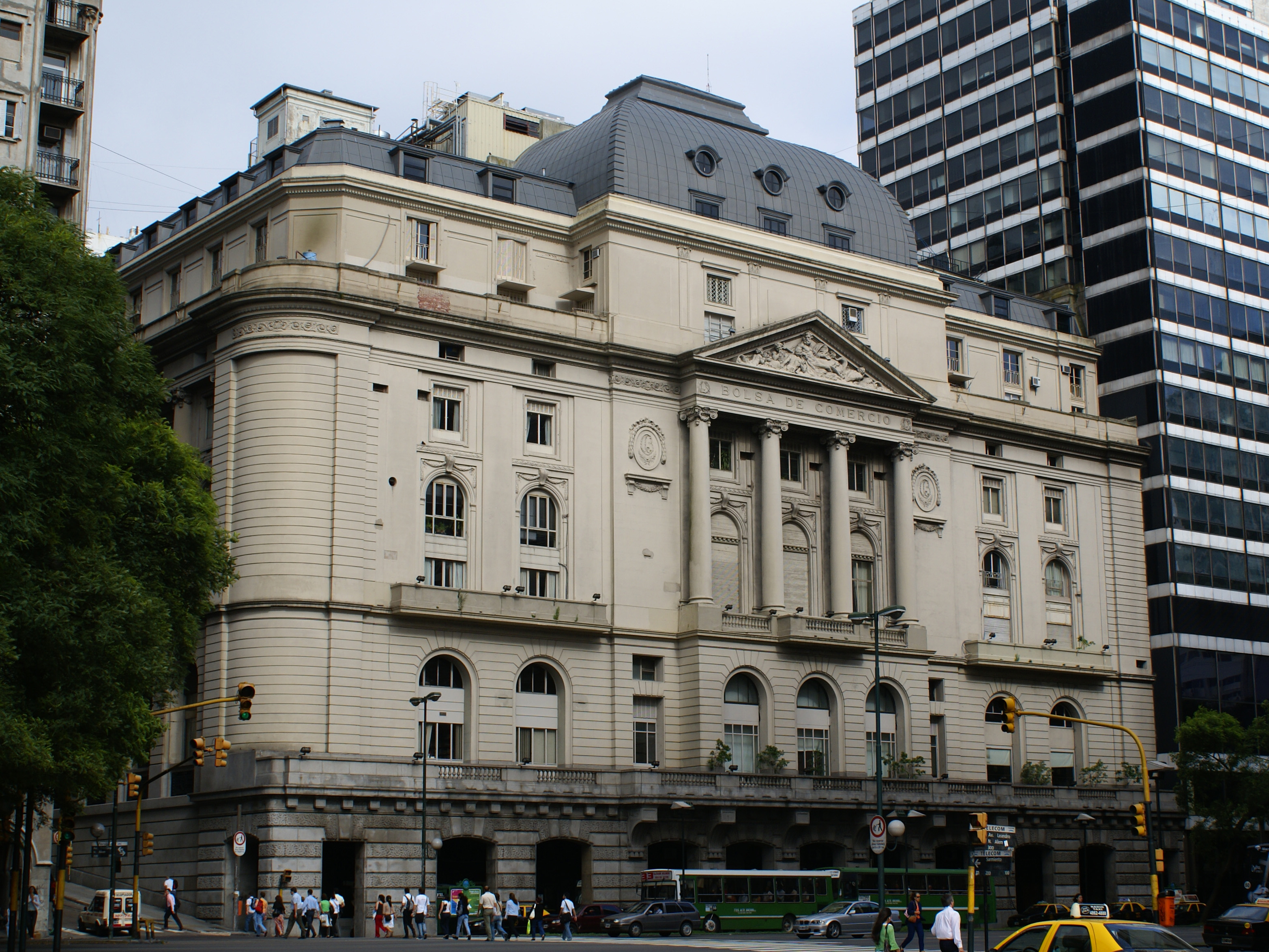
Edificio de la Bolsa de Comercio de Buenos Aires, inaugurado en 1916.

En 1872 se anunció la construcción del edificio propio del Banco Hipotecario de la Provincia de Buenos Aires, creado para atender, específicamente, ese tipo de operaciones con garantía real inmobiliaria. El predio elegido corresponde a San Martín 275 (numeración actual); la obra comenzó en octubre de 1872 y se habilitó en mayo de 1876; su concepción arquitectónica se asemeja a la del Banco de la Provincia , si bien la fachada tiene un retiro más notorio. Conservó su destino original hasta 1884, cuando el Banco se trasladó a su nueve sede en La Plata; tuvo después otras funciones hasta ser ocupada, en 1935, por el Banco Central de la República Argentina, lo cual le confiere en nuestros días, el privilegio de ser el edificio bancario más antiguo del país, todavía en uso.

### Cambios en el lenguaje arquitectónico de los bancos.

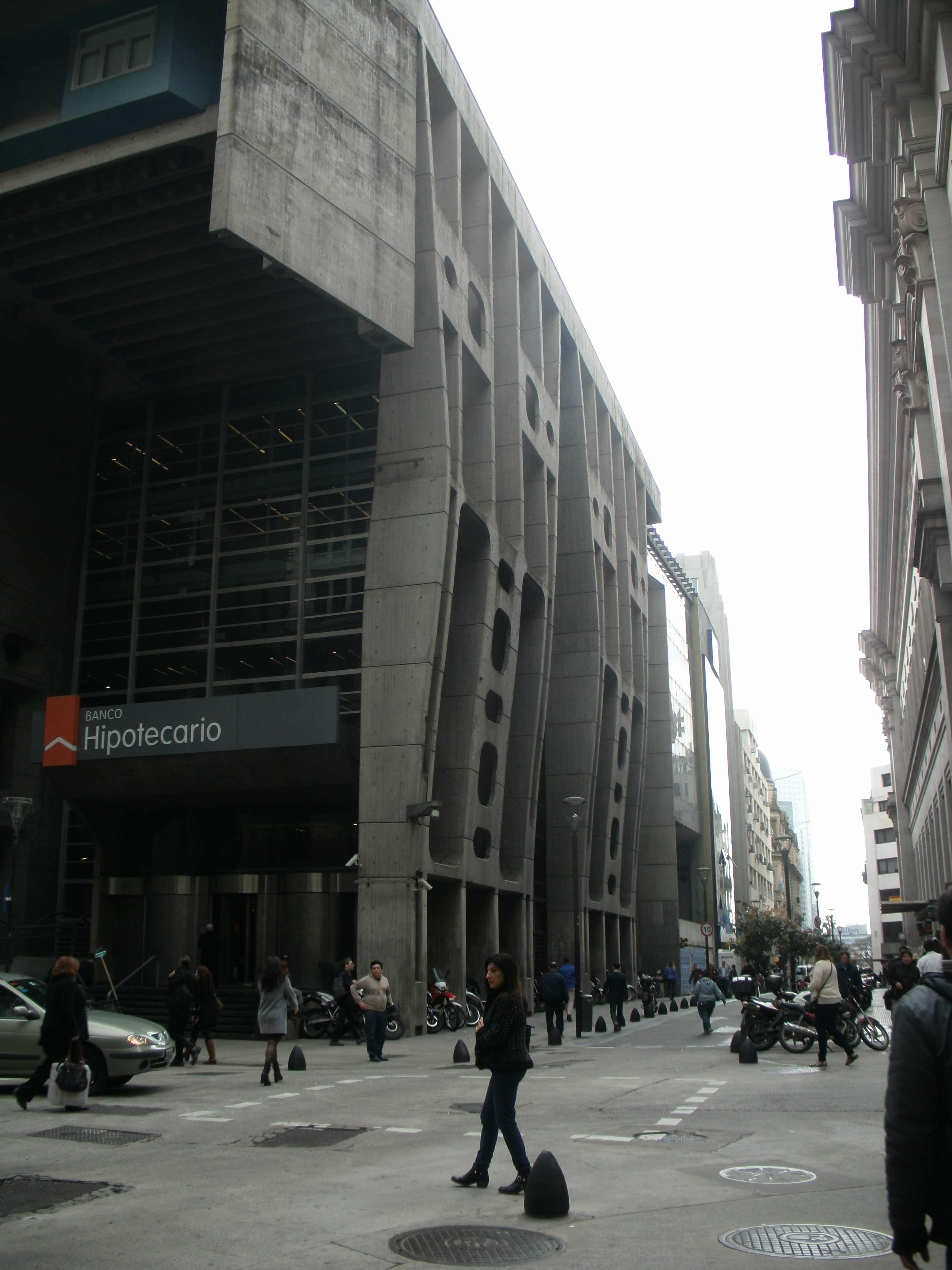
Banco de Londres, actual Banco Hipotecario. Obra de Clorindo Testa y SEPRA, inaugurado en 1966.

Las grandes casas bancarias que se instalaron en Buenos Aires durante los siglos XIX y XX, buscaron durante mucho ser expresión de seguridad y poder económico a través de una imagen maciza, cerrada, como un cofre de formas generalmente grecorromanas.
Aproximadamente desde finales del siglo XX y a principios del XXI, la actividad financiera comenzó a desplazarse a nuevas y brillantes torres con muros vidriados concretadas gracias a las nuevas técnicas constructivas desarrollada.
Este nuevo patrón se vio impulsado por las necesidades de la época en cuanto a reinventarse como empresa, pero fundamentalmente manteniendo las premisas de toda entidad bancaria.

“Los bancos siempre fueron entidades esencialmente urbanas, y su prosperidad empresaria fue reflejándose gradualmente en la arquitectura de las sedes bancarias, cuya evolución fue desarrollándose hasta configurar en ellas hitos altamente significativos en el panorama de las principales ciudades.” 

Ejemplos de arquitectura notable en La City
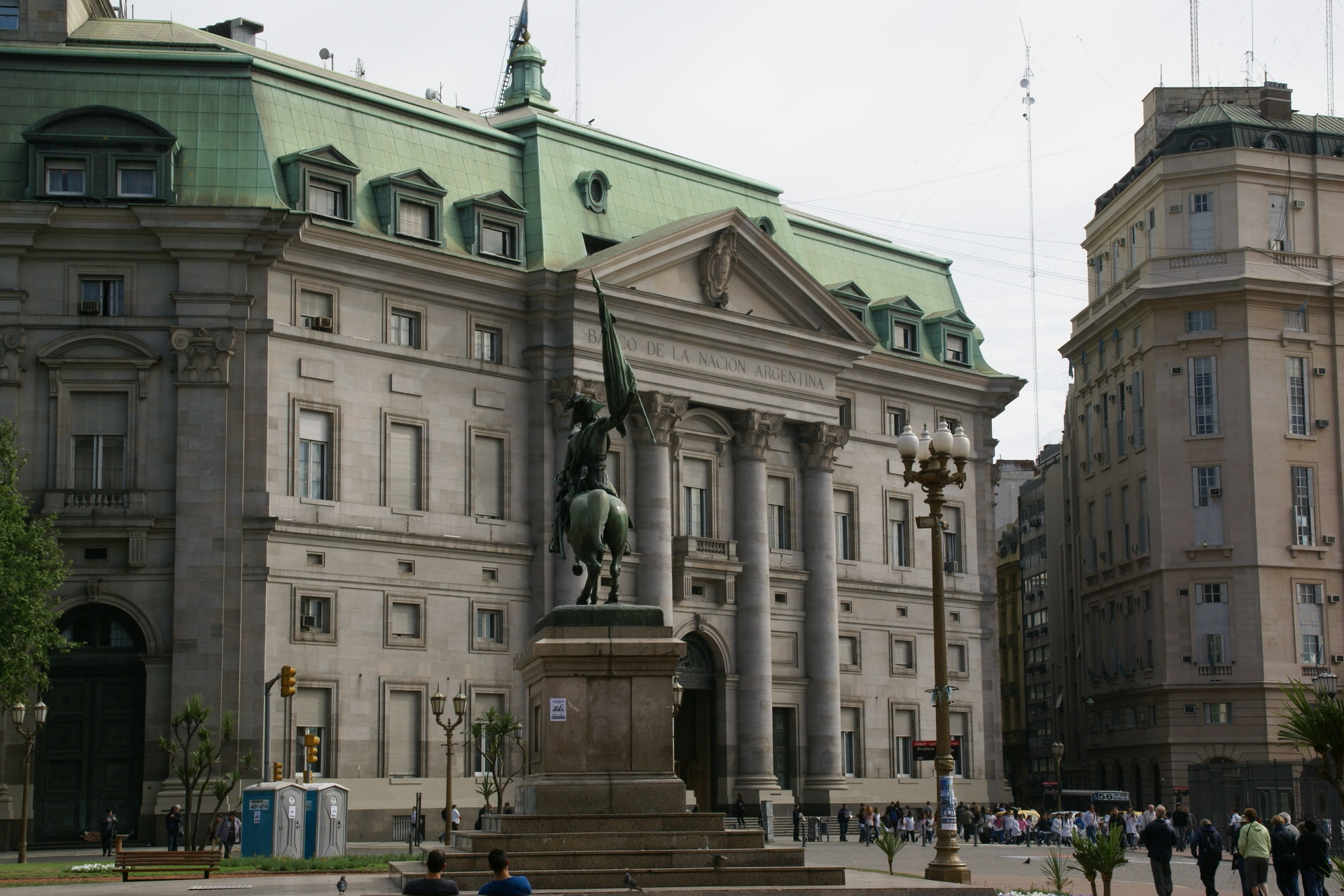
Banco de la Nación Argentina
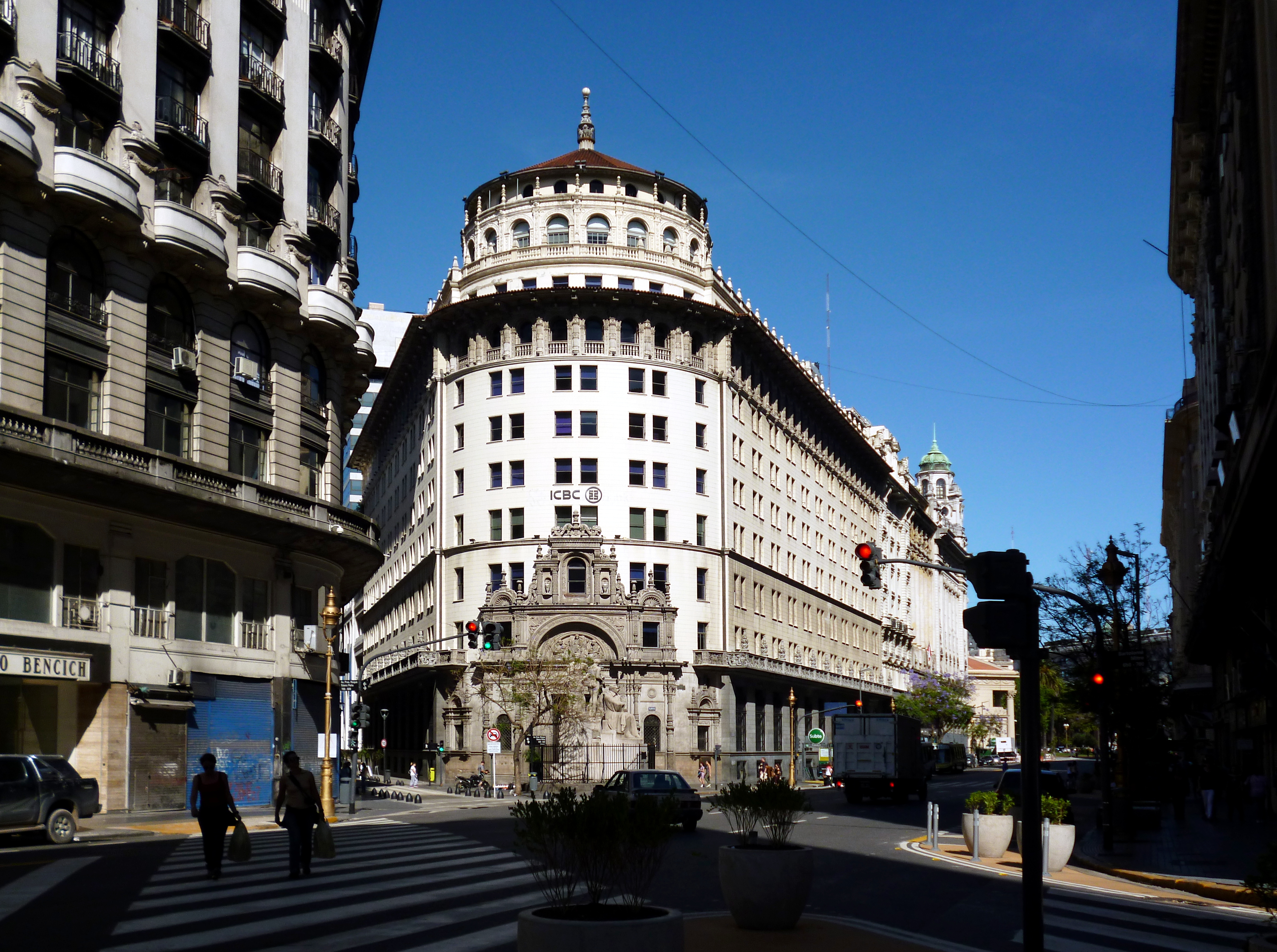
ex-First National Bank of Boston (hoy ICBC)
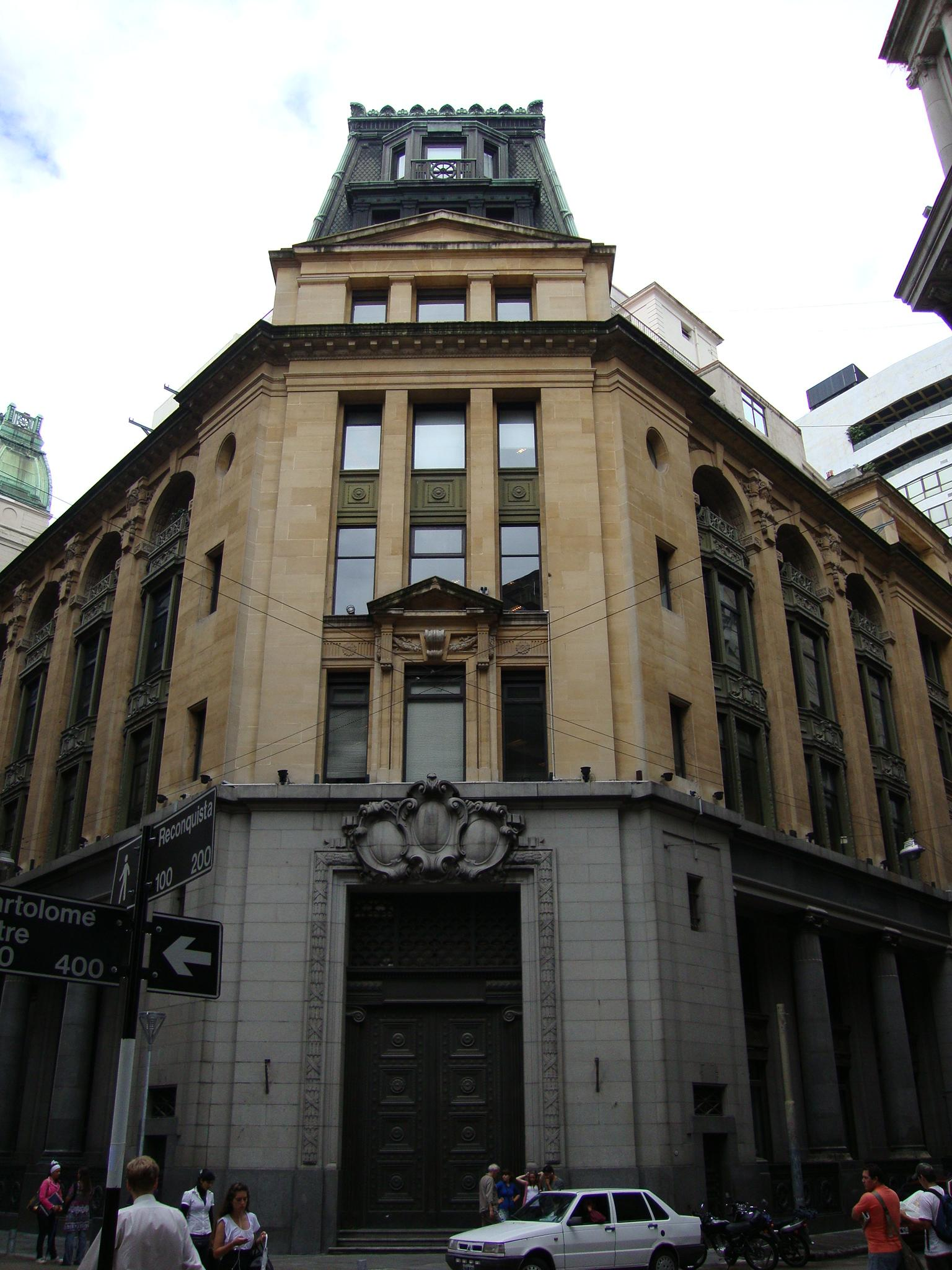
ex-Banco de Italia y Rio de la Plata
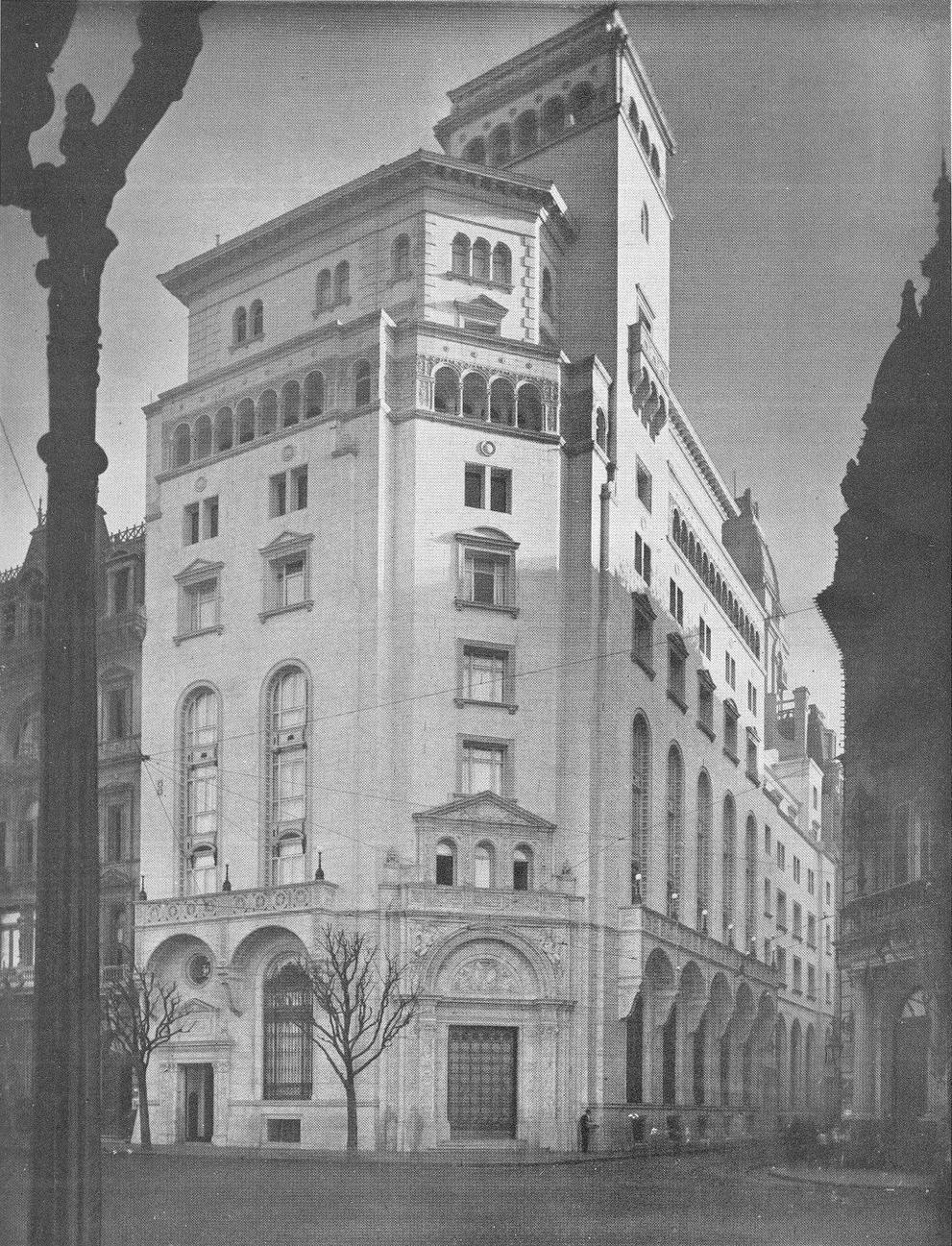
ex-Nuevo Banco Italiano (hoy BBVA)
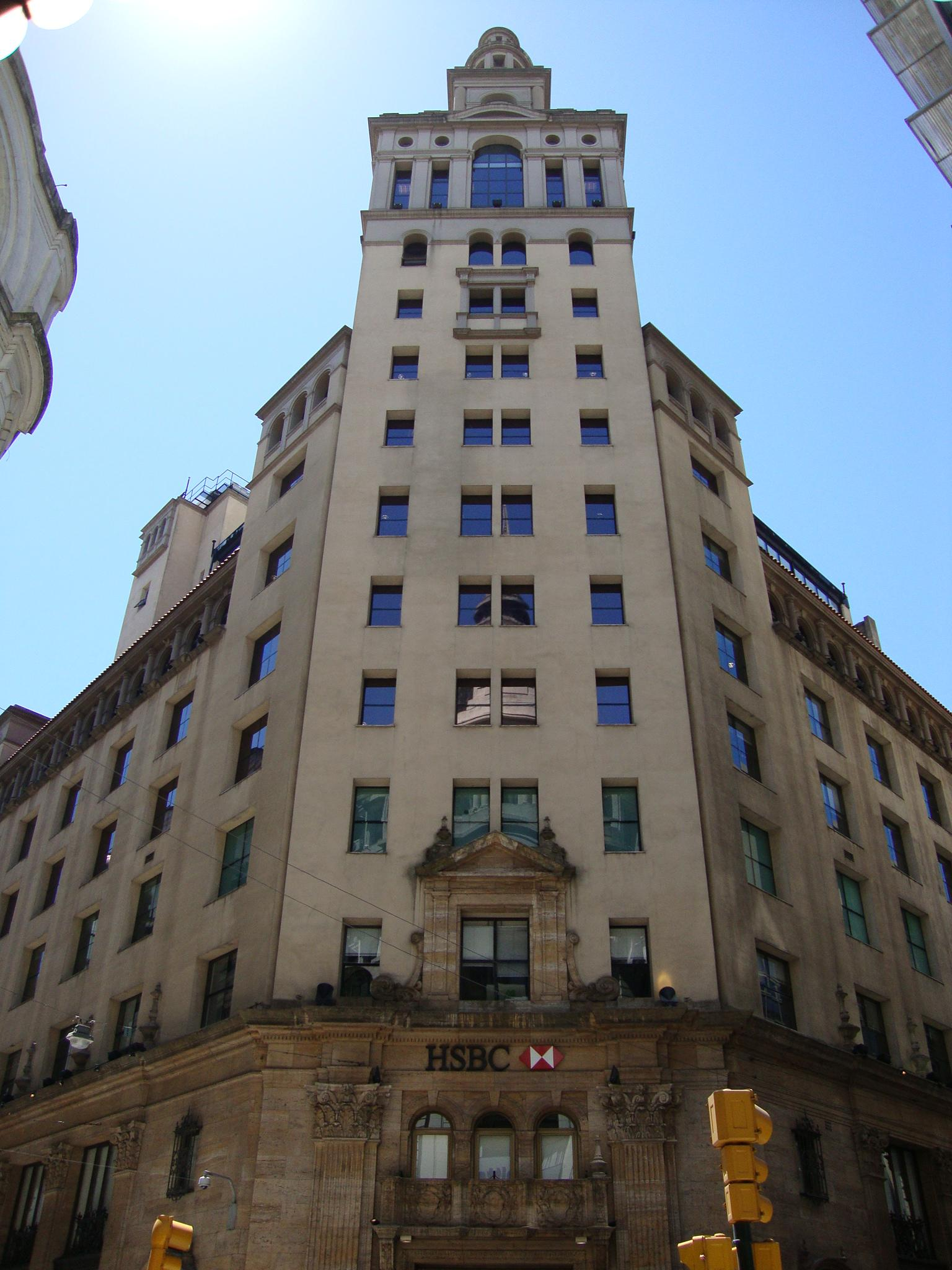
ex-Banco Popular Argentino (hoy HSBC)
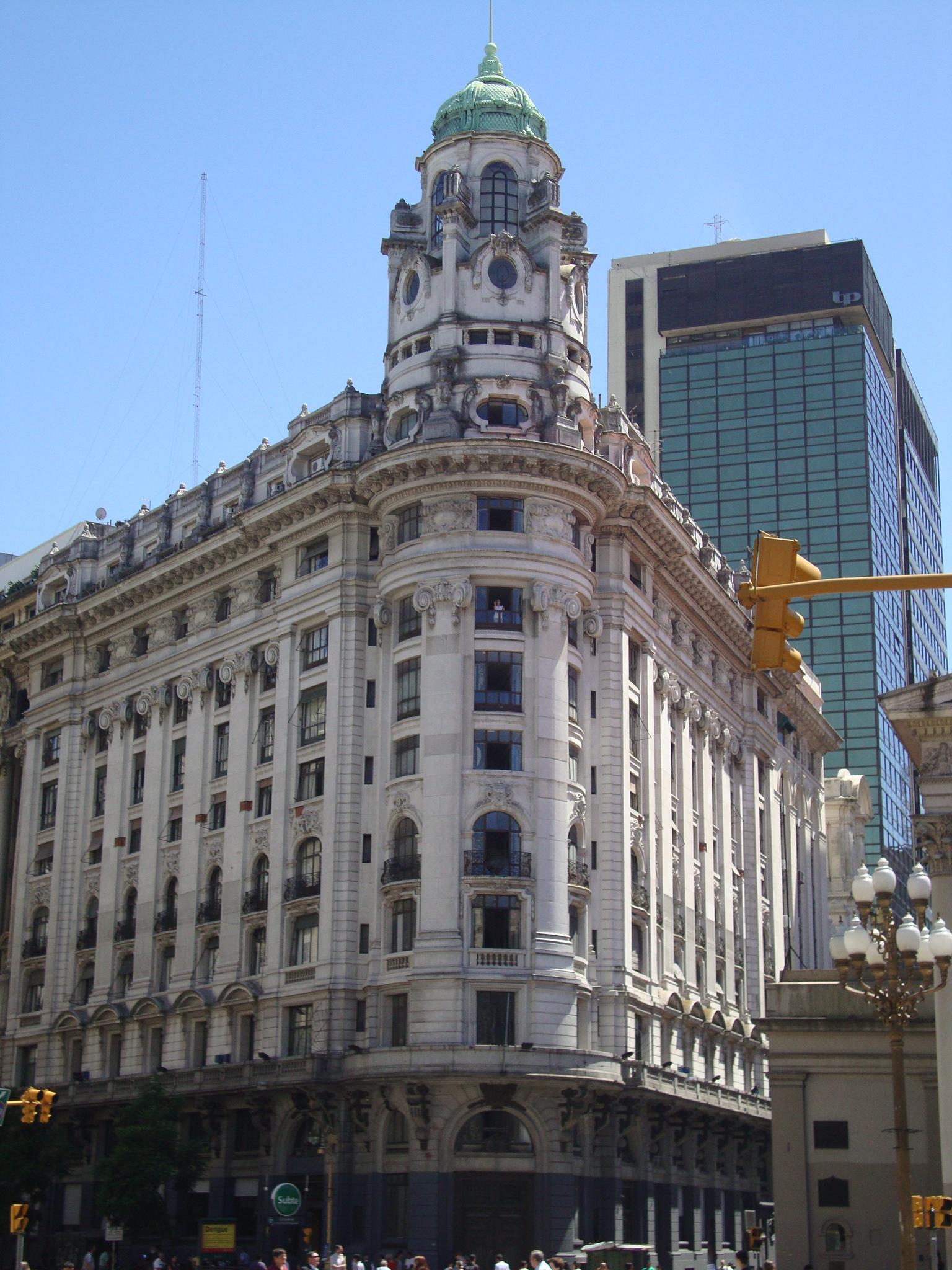
ex-Banco Argentino Uruguayo (hoy Jefatura de Gabinete de Ministros)
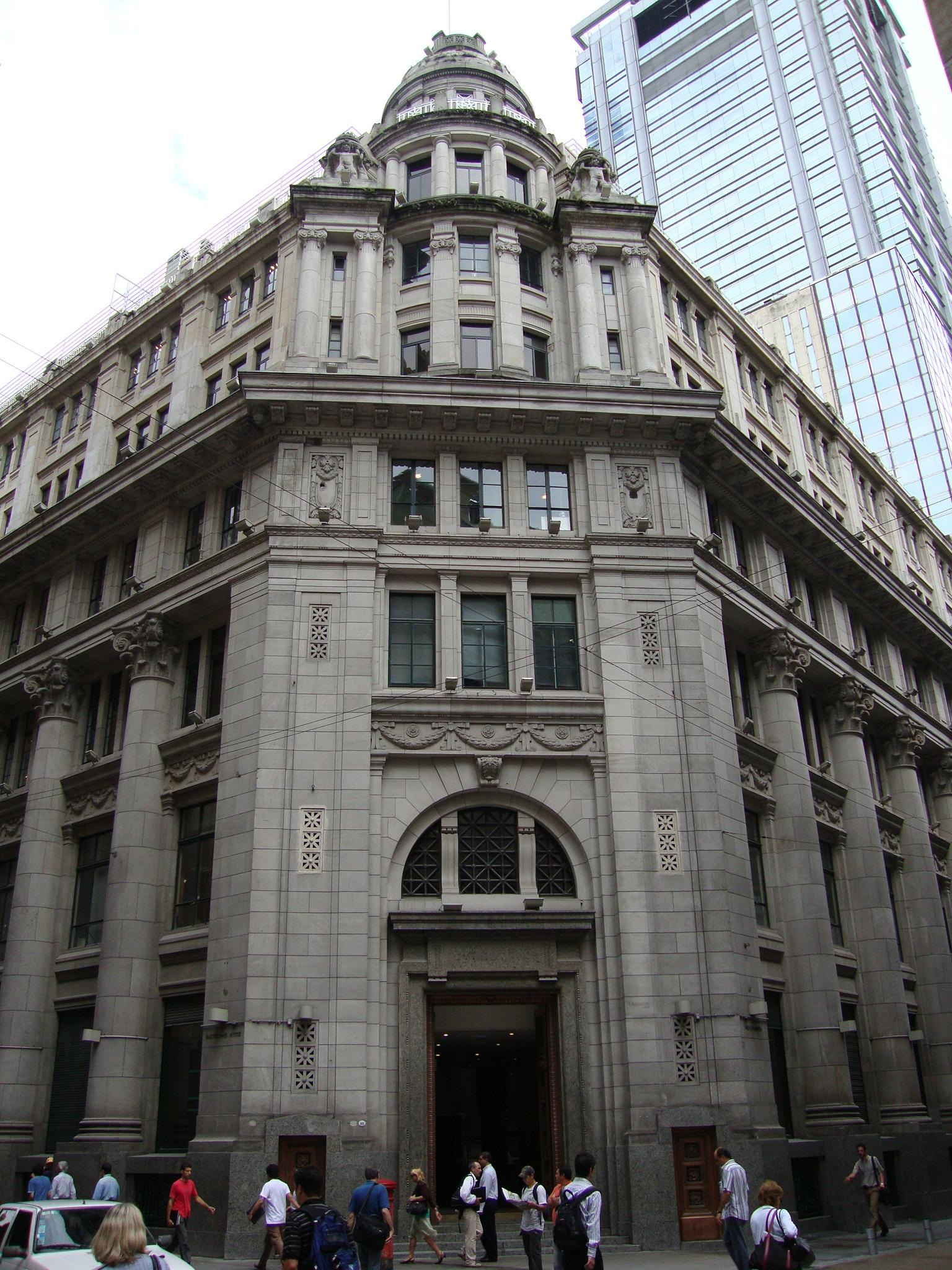
ex-Banco Alemán Transatlántico (hoy Reconquista Plaza)
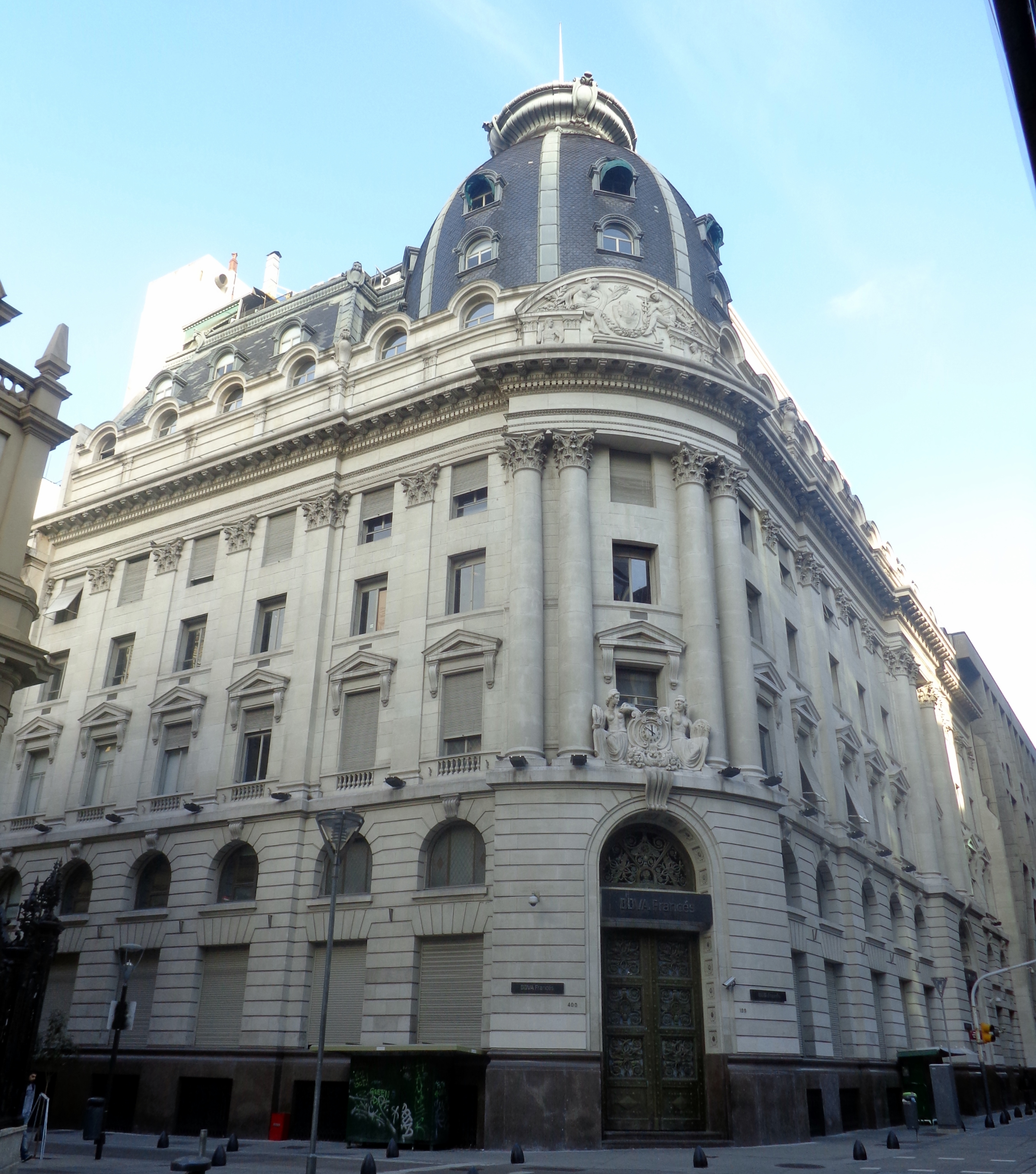
Banco Francés del Río de la Plata
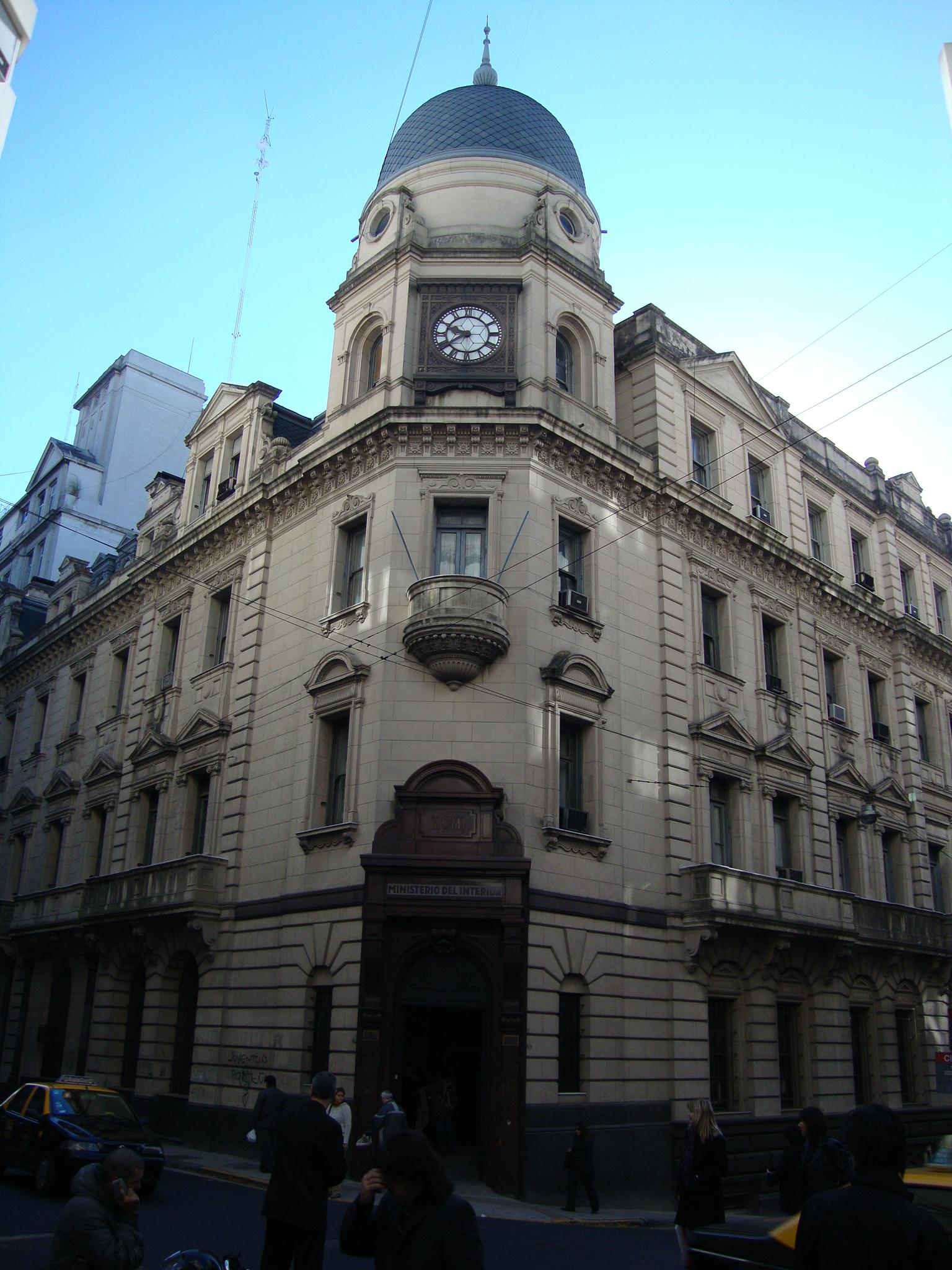
ex-sede FCA (hoy Ministerio del Interior de Argentina)
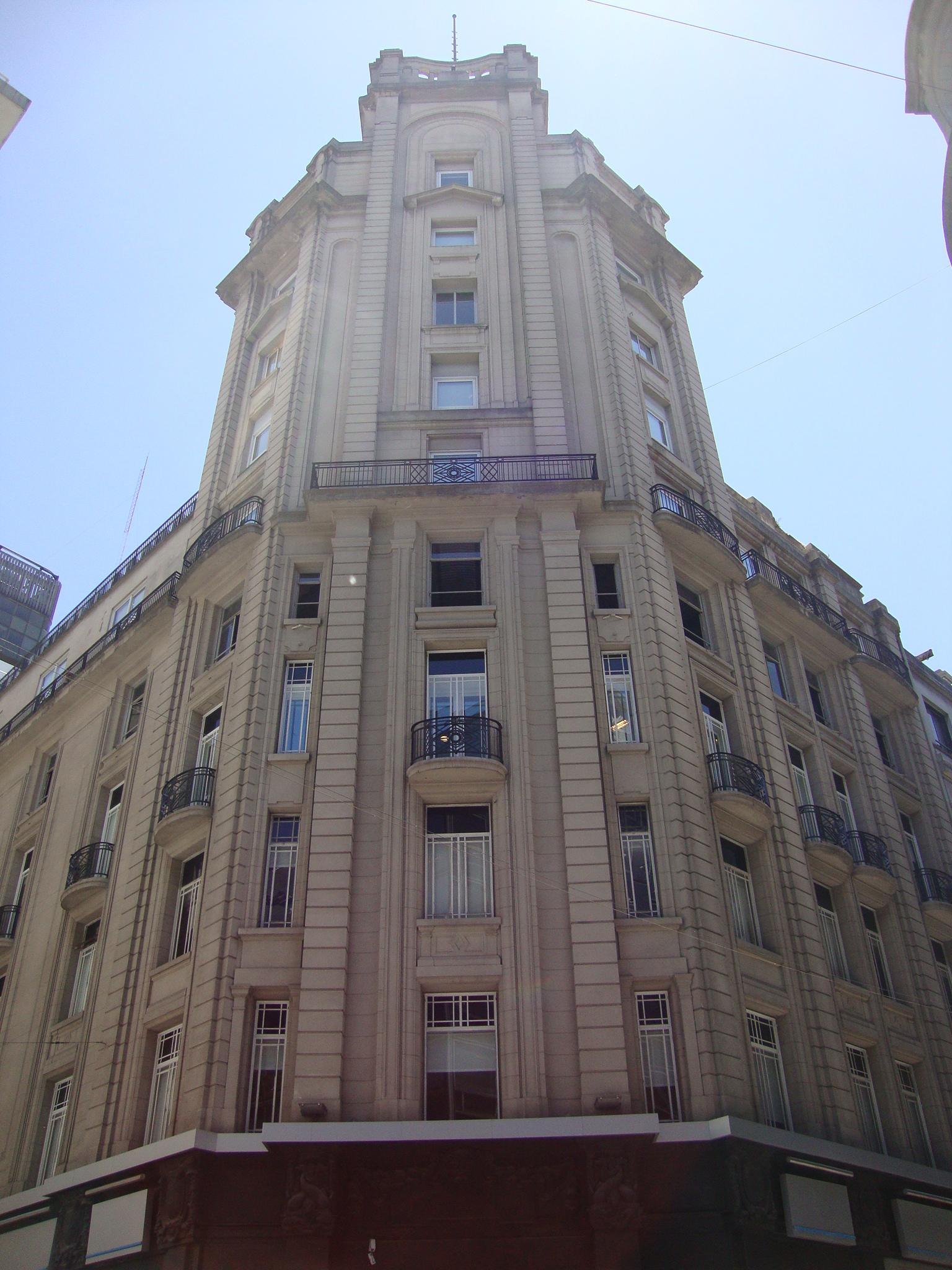
Edificio Británico (Banco Macro)
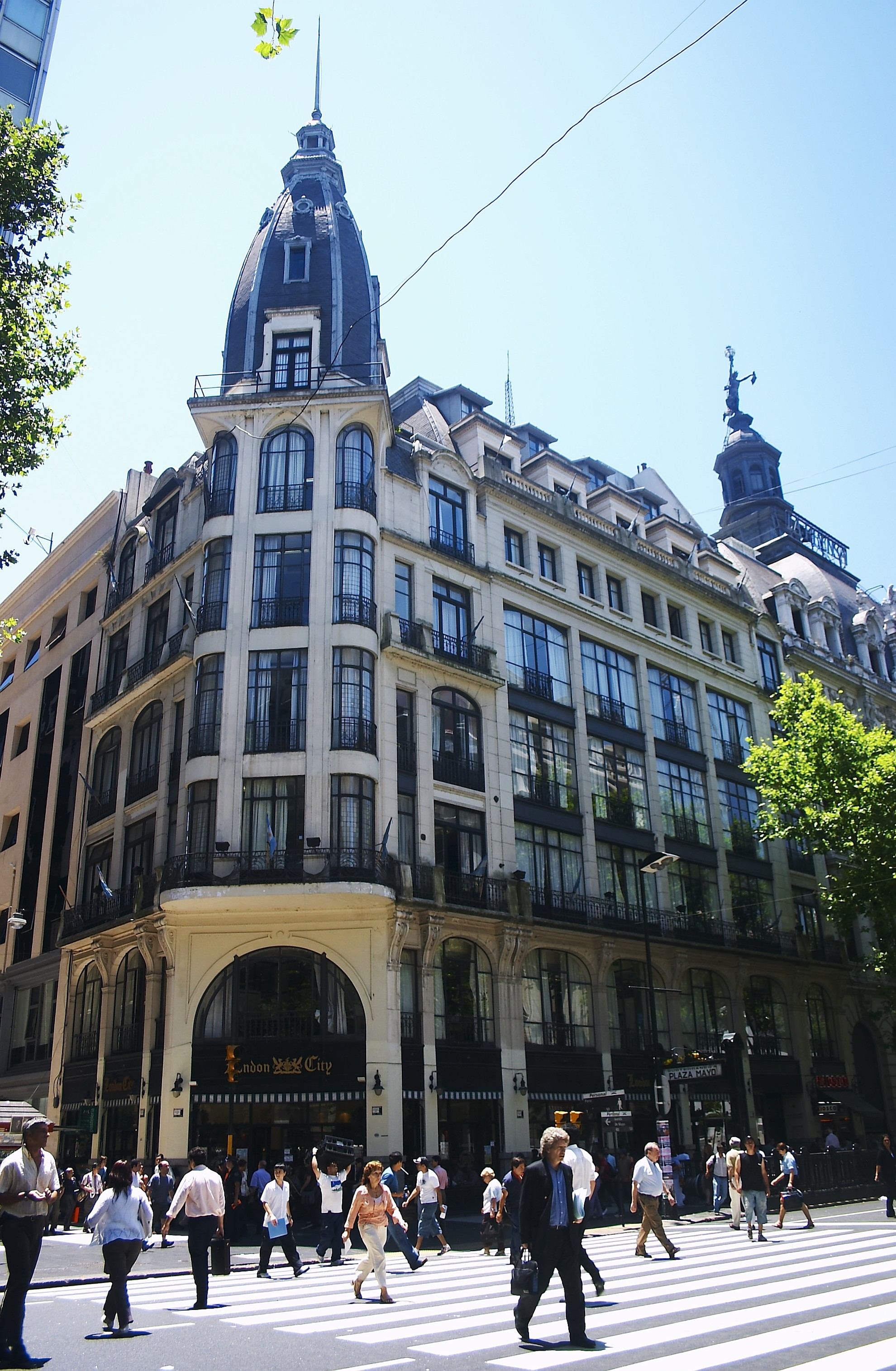
Ex-sucursal de Gath y Chaves
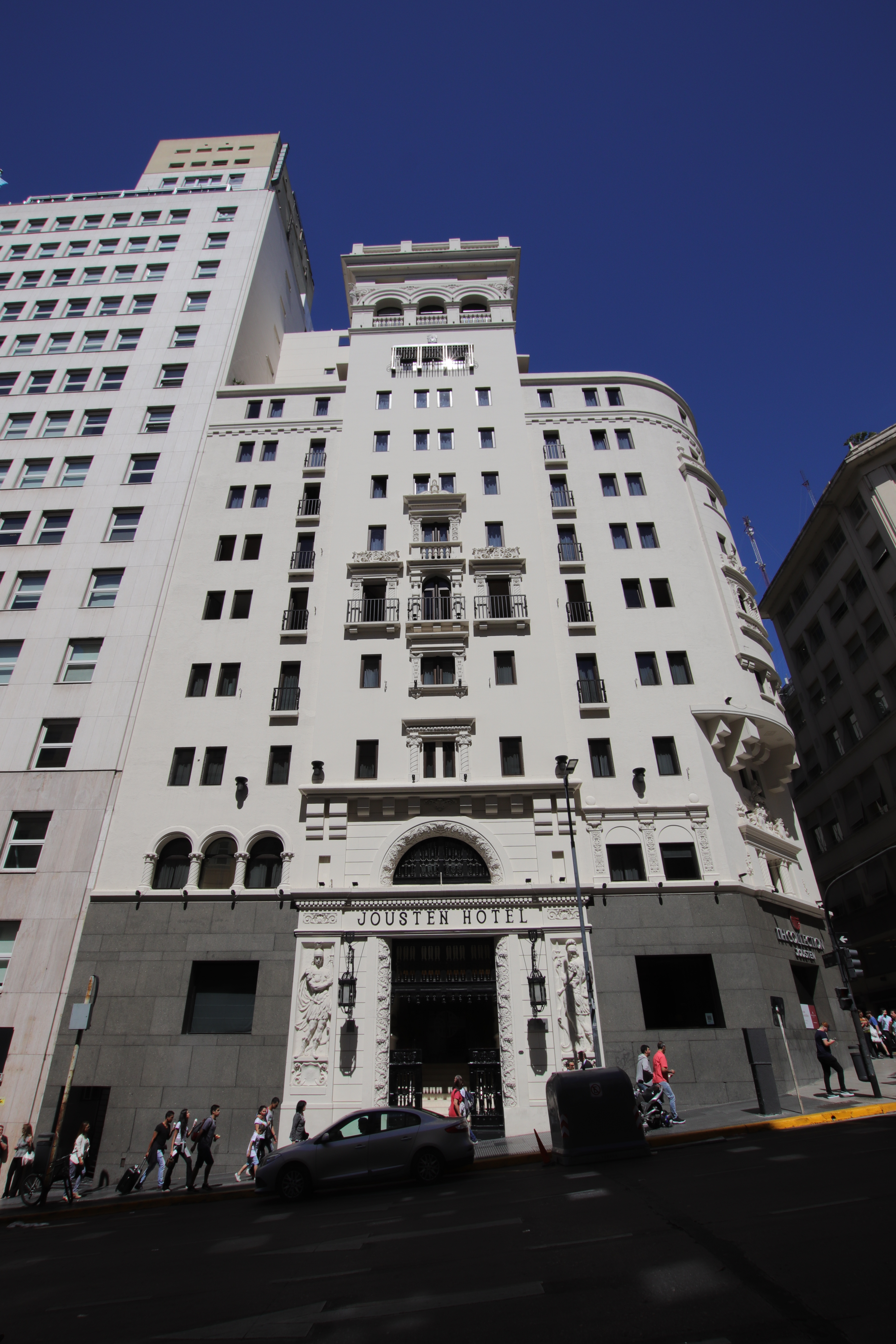
Jousten Hotel
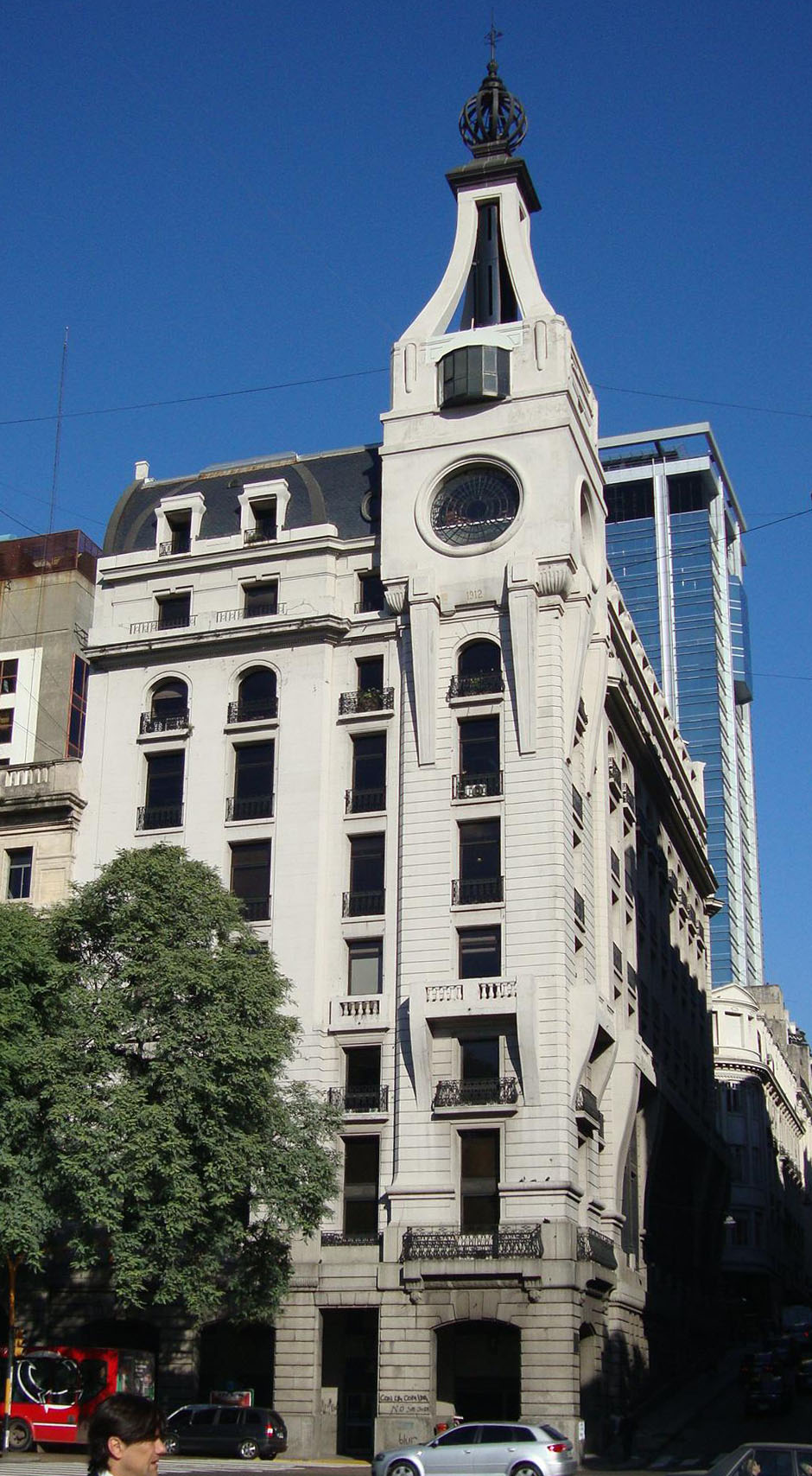
Edificio Mihanovich
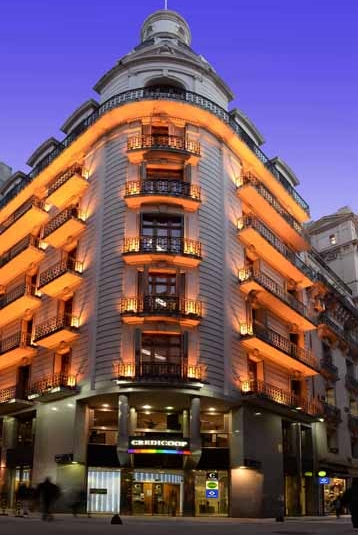
Banco Credicoop
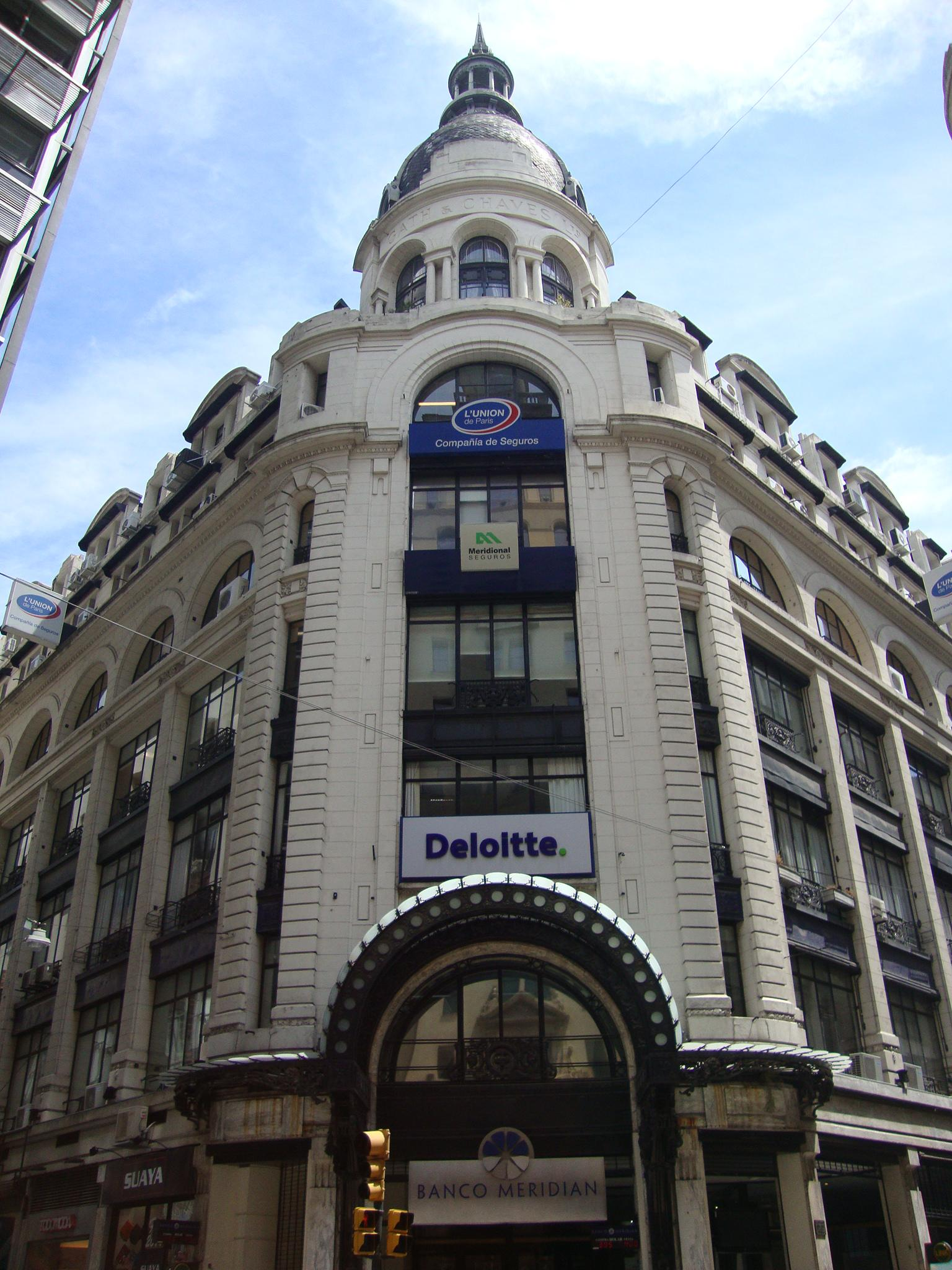
Edificio Gath y Chaves
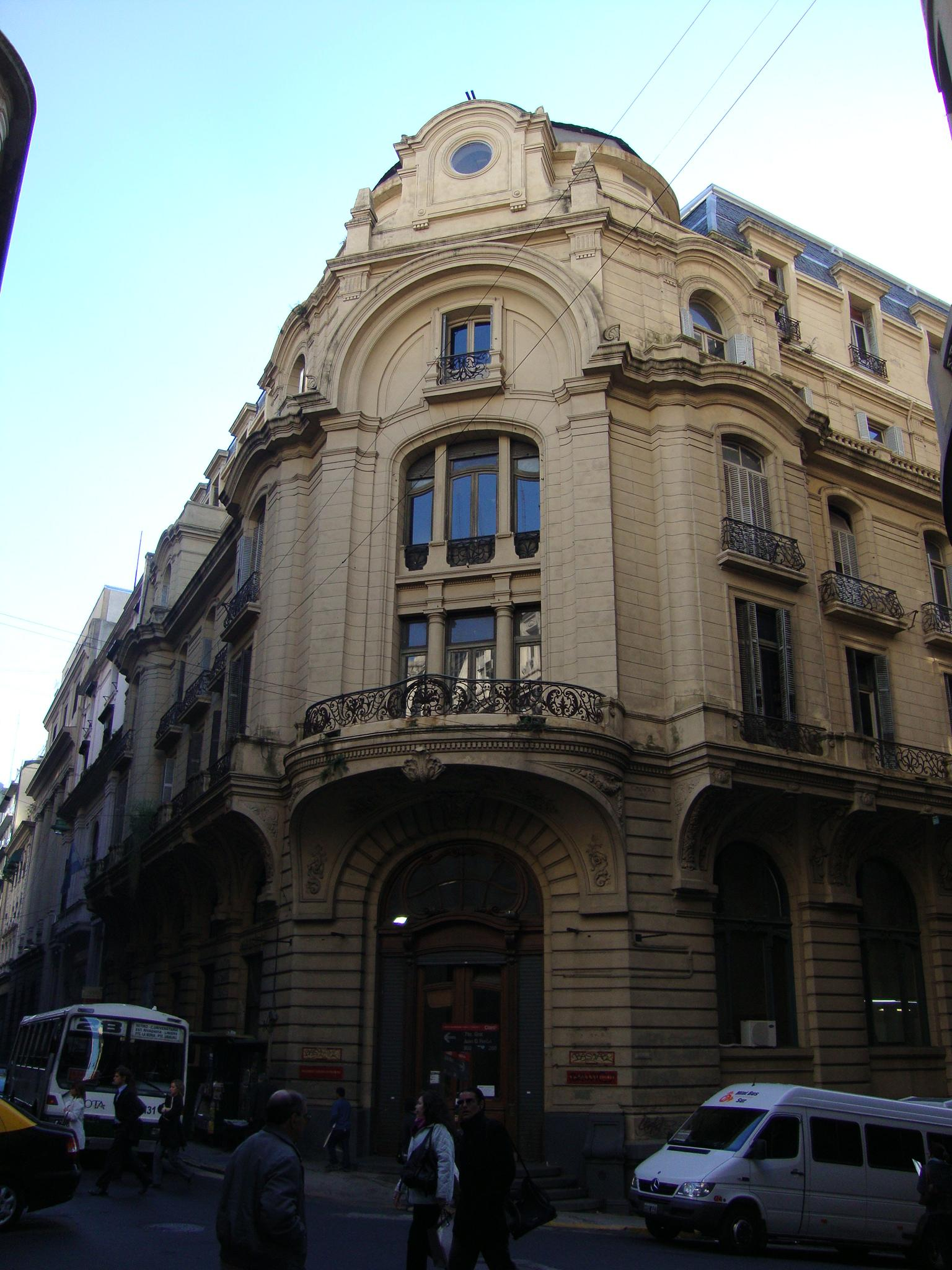
ex-Palace Hotel (hoy Laboratorio de Idiomas UBA)
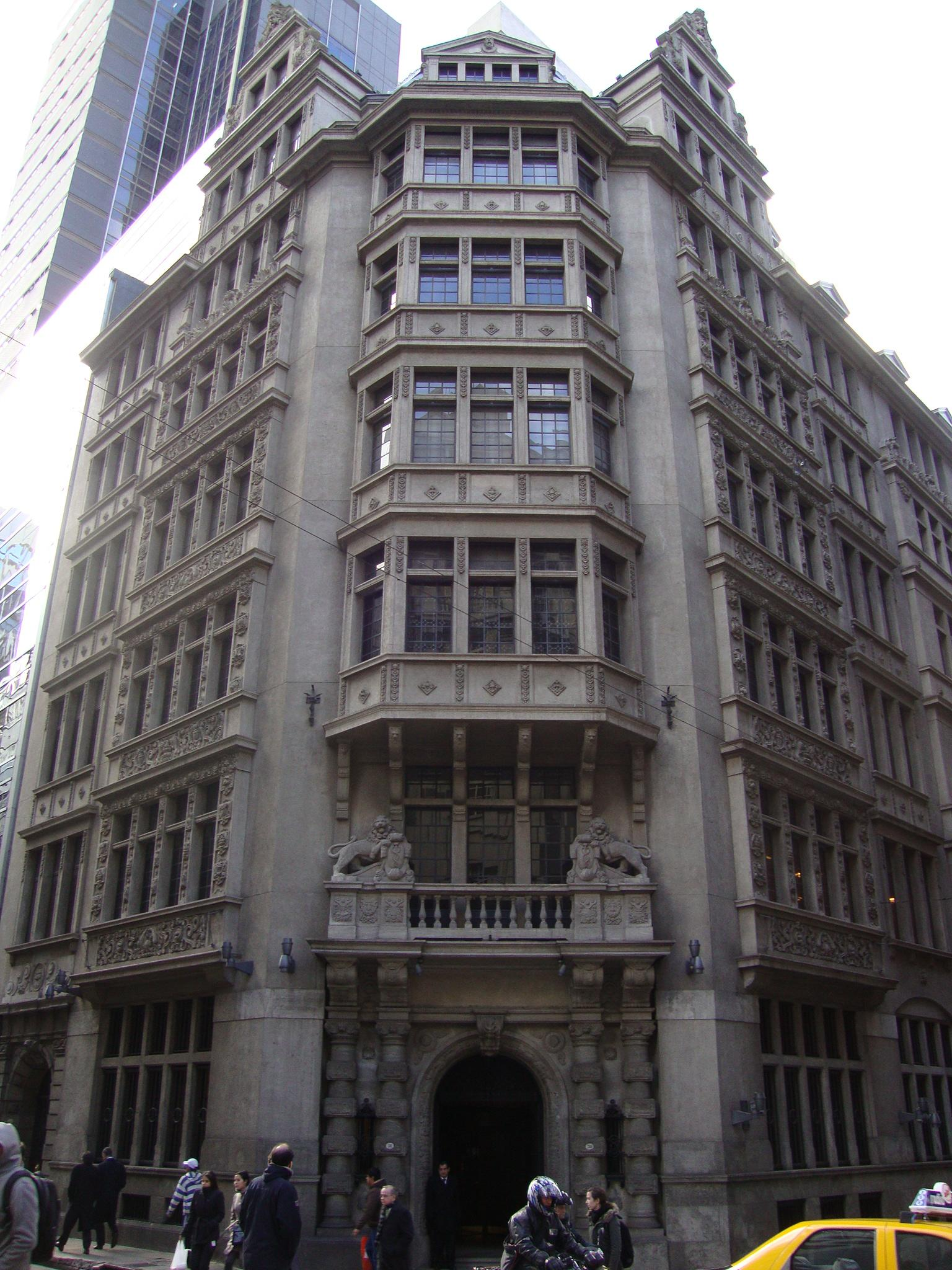
Edificio Bunge y Born
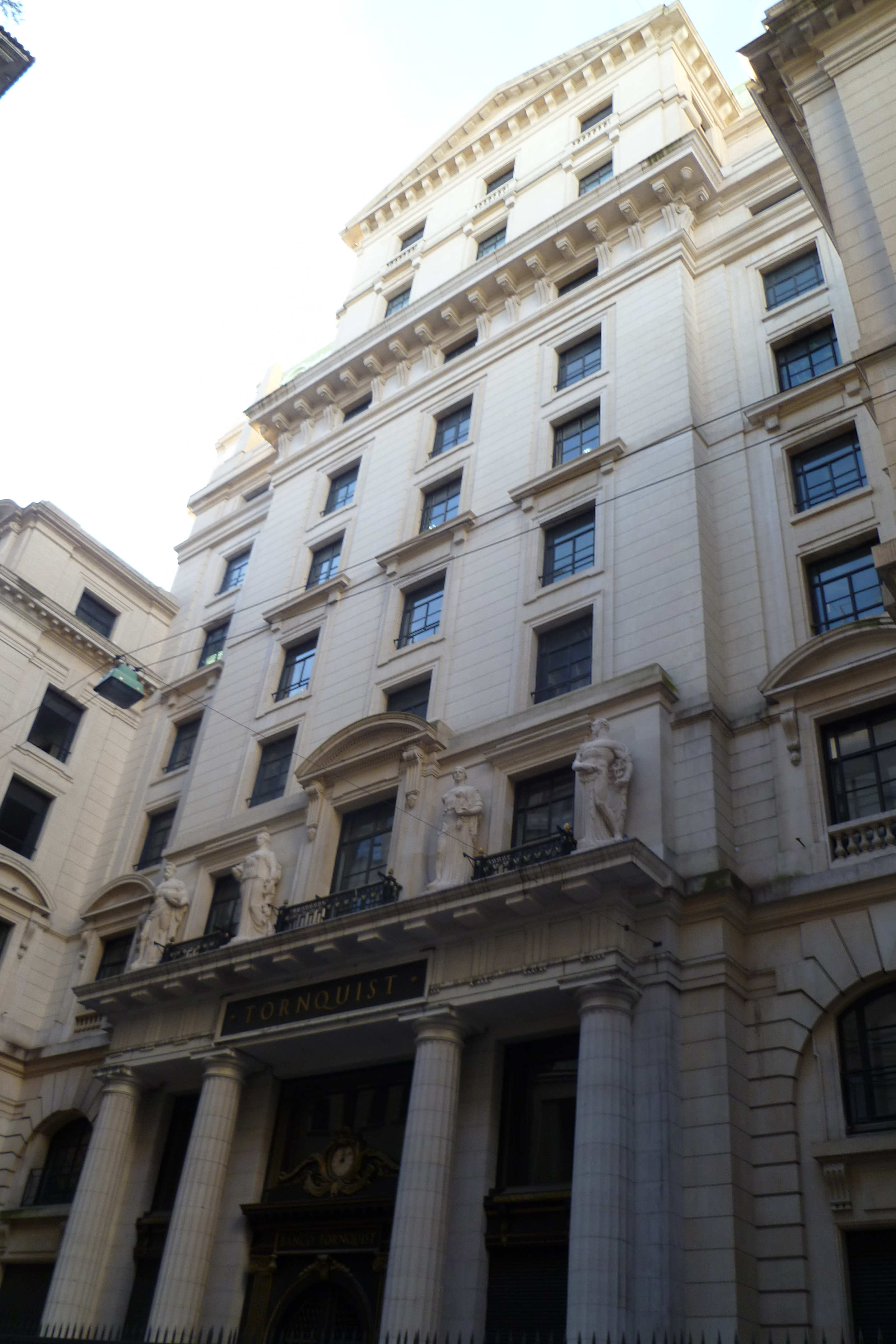
Edificio Tornquist
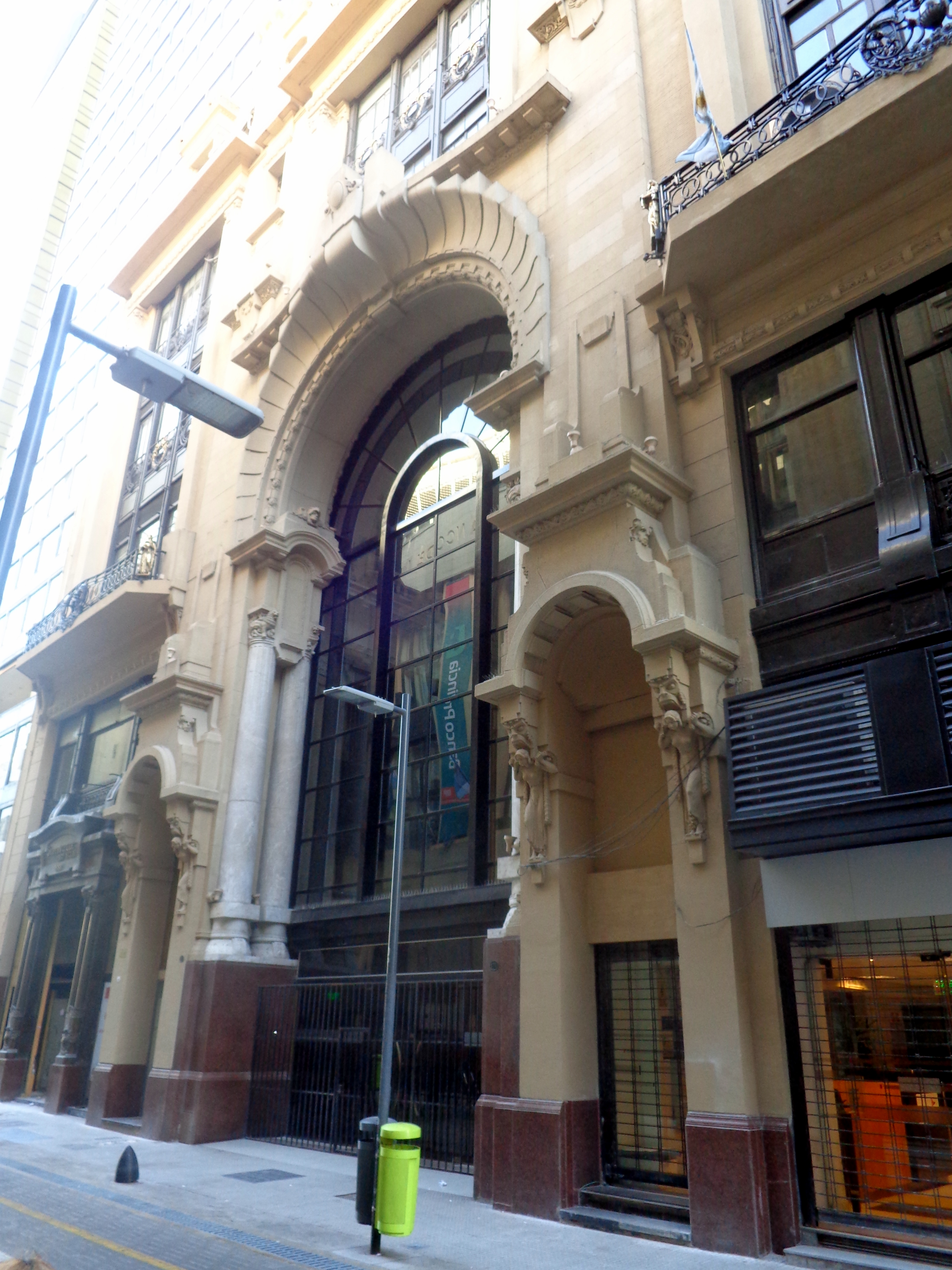
Galería Güemes
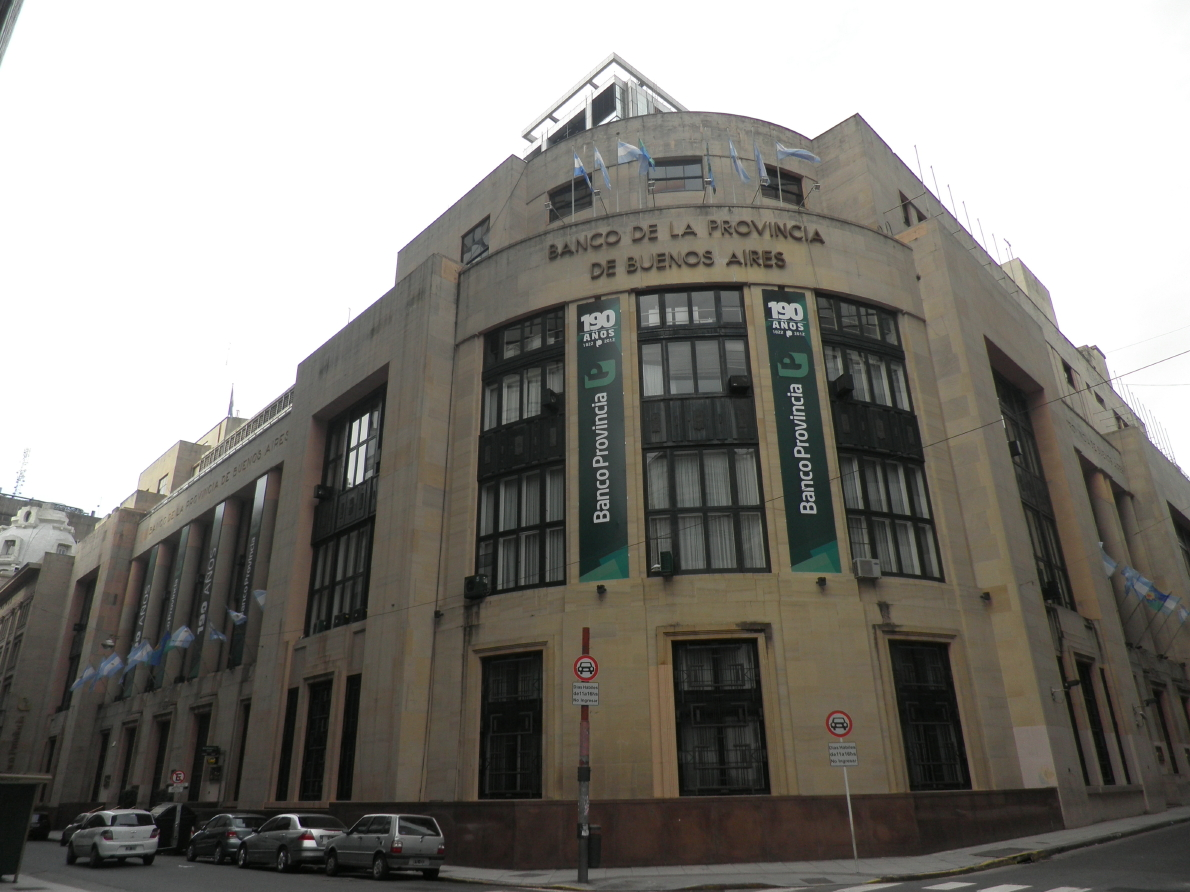
Banco de la Provincia de Buenos Aires